# Aborto de mujeres españolas en el exterior
El aborto de mujeres españolas en el exterior hace referencia a las prácticas históricas y contemporáneas de algunas mujeres españolas que viajan fuera del país para abortar, también conocido como turismo abortivo.
Debido a que el aborto fue ilegal en España hasta 1985 y luego sólo podía realizarse en un número limitado de circunstancias hasta 2010, las mujeres de España que necesitaban un aborto y podían permitírselo comenzaron a viajar a otros países para abortar a partir de la década de 1960. El aborto era legal en Inglaterra desde 1967, lo que convirtió a Londres en un destino popular para las españolas. En el periodo comprendido entre 1974 y 1985, cuando el aborto se legalizó en España, una 240.000 mujeres españolas viajaron a Reino Unido y Países Bajos para una interrupción voluntaria del embarazo (IVE). Las mujeres con menos recursos económicos a veces iban a Portugal o Marruecos. Durante la Transición, algunos centros feministas de planificación familiar ofrecieron ayuda financiera para que las mujeres económicamente vulnerables viajaran al extranjero para abortar.Los grupos feministas también crearon libros en este período que explicaban el proceso de realizar un aborto en el extranjero e incluían listas de clínicas extranjeras de confianza.
En 2007, cuando Esperanza Aguirre se convirtió en presidenta de la Comunidad de Madrid, inició una campaña contra las clínicas para abortar y las mujeres que abortaban. Para protegerse, algunas clínicas privadas de Madrid comenzaron a derivar a clínicas de París a las mujeres que necesitan un aborto después de la semana 22.
A pesar de la liberalización de la legislación sobre el aborto en 2010, las diferencias en el acceso regional al aborto continuaron provocando que las mujeres españolas viajaran al extranjero para abortar en las décadas de 2010 y 2020. En 2014, las reformas propuestas por el ministro de Justicia de España Alberto Ruiz-Gallardón empujaron a algunas mujeres a intentar garantizar que tendrían acceso a abortos legales en Francia. La pandemia de Covid en 2020, con sus restricciones de viaje y su capacidad limitada para ver a los médicos, a veces creó situaciones en las que las mujeres españolas necesitaron viajar al extranjero para abortar.

## Contexto nacional
Históricamente, el acceso al aborto en España ha dependido del dominio masculino sobre las mujeres y sus actividades reproductivas. El aborto ha sido utilizado como un medio para afirmar el control no sólo sobre los cuerpos y la sexualidad de las mujeres, sino también para hacer cumplir las normas culturales de género y los ideales patriarcales en la sociedad en general. Si bien el aborto se utilizó como forma de control de la natalidad en España en el pasado, demógrafos y sociólogos españoles han dicho que no se utiliza de esa manera en la España contemporánea.
El aborto legal es importante porque reduce las muertes en mujeres por complicaciones del embarazo y reduce la mortalidad infantil. En España, a mediados de la década de 1970, los abortos ilegales eran una causa importante de muerte entre mujeres de entre quince y cuarenta y nueve años. El control de la natalidad tiene una tasa de mortalidad femenina mucho más baja que los abortos, y es mucho más baja que la mortalidad femenina en España por abortos ilegales.

### Historia nacional
El control de la natalidad fue ilegal en toda España durante el período franquista. En 1975 en España, la tasa de mortalidad femenina durante el embarazo era de 23 por 100.000 mujeres, una tasa similar a la de otros países occidentales industrializados donde el aborto era ilegal. El aborto fue despenalizado en el Código Penal por primera vez en todo el territorio español en 1985 en tres supuestos: por motivos terapéuticos, por motivos eugenésicos y en caso de violación previa denuncia policial. El aborto sólo era legal en estos casos antes de la semana 22, semana 22 y semana 12 respectivamente. La ley de 1985 exigía que cada vez que un centro de salud realizara un aborto, debía informarse al Ministerio de Sanidad. Los datos que a reportar incluyen la provincia donde se realizó el aborto y la provincia donde residía la mujer que abortó. Si bien el aborto fue despenalizado en 1985, no se convirtió en un servicio ofrecido por la sanidad pública hasta un cambio de la ley en 2010. Como resultado, durante este período entre 1985 y 2010, casi todos los abortos se realizaron en clínicas privadas y el precio por una interrupción voluntaria del embarazo rondaba las 30.000 pesetas.
La Ley de Salud Sexual y Reproductiva y de Interrupción Voluntaria del Embarazo fue reformada en mayo de 2022 de diferentes maneras. Se abordó específicamente la falta de centros, especialmente públicos, que prestaran servicios para la interrupción voluntaria del embarazo, en provincias que no tenían ninguna y exigían que las mujeres de esas provincias viajaran a otras provincias u otras regiones para poder acceder ese servicio. Otra de las reformas buscaba proteger a las mujeres que acudieron a centros de IVE del acoso de activistas antiaborto.
En febrero de 2023, el Tribunal Constitucional confirmó la ley de 2010 que permitía a las mujeres abortar mediante petición gratuita durante las primeras catorce semanas de embarazo. El caso fue llevado originalmente a los tribunales por el Partido Popular en 2010, después de que el PSOE aclarara y liberalizara la legislación sobre el aborto del país.

### Situación jurídica
La legislación sobre el aborto se modificó en 2010 para permitir a las mujeres abortar libremente hasta la decimocuarta semana de embarazo sin justificación. Desde la semana catorce a la veintiuna, sólo se puede practicar un aborto si existe una razón médica para ello, como por ejemplo que la madre esté en riesgo. A partir de la semana veintidós, sólo se pueden realizar abortos si se detectan anomalías fetales que sean incompatibles con la vida fuera del útero. Así lo confirmó el Tribunal Constitucional en febrero de 2023.
En España se apoya que los servicios de interrupción voluntaria del embarazo en la sanidad pública sean gratuitos. Esto incluye los servicios prestados en clínicas privadas tras derivaciones de médicos de la sanidad pública. Esto se debe a que estos costes los cubre la sanidad pública autonómica bajo la dirección del Sistema Nacional de Salud de España. Sin embargo, la aplicación de las leyes sobre el aborto se deja en gran medida en manos de las regiones y sus organismos de salud.

## Evolución del aborto en el exterior

### Dictadura de Francisco Franco (1939 – 1975)
Debido a que tanto el aborto como el control de la natalidad eran ilegales en España durante la dictadura, las mujeres españolas a veces tenían que viajar fuera del país para abortar. Los intentos del gobierno de Franco de prohibir el aborto en España en el período comprendido entre 1965 y 1975 fueron relativamente ineficaces porque las mujeres eludieron la falta de acceso legal a los procedimientos de IVE en el país viajando al extranjero.
En teoría, las mujeres españolas tenían varias opciones con respecto a los países a los que podían acudir para abortar, ya que algunos países de Europa habían comenzado a liberalizar sus leyes de aborto desde la década de 1950. El aborto era legal en Suecia desde 1938, en partes de Europa del Este desde 1955 y en Inglaterra desde 1967. Londres fue una de las opciones más populares para viajar entre las mujeres españolas a partir de finales de los años sesenta.
Las mujeres del último período franquista viajaban al Reino Unido, Francia u Holanda para abortar si tenían pasaporte y podían permitírselo. Las mujeres que no podían irse, a veces se sometían a abortos clandestinos, lo que provocaba complicaciones médicas para las cuales no podían buscar tratamiento porque corrían el riesgo de ir a prisión. El coste era a veces un factor limitante. Uno de los problemas de ir a Francia en este período fue que Francia solo proporcionaba abortos legales a mujeres residentes francesas, por lo que las mujeres españolas acudían a clínicas francesas legales donde se hacían abortos ilegales debido a su condición de no residentes. Algunas mujeres también tomaron un ferry a Marruecos o condujeron hasta Portugal.

### Transición democrática (1975 – 1982)
La muerte de Franco y la Transición democrática dieron paso a un nuevo período en el que por fin se podía hablar del aborto en la esfera pública. La edición del 3 de octubre de 1976 de la revista de  El País, Semanal, incluía un extenso artículo sobre mujeres españolas que fueron a Londres para abortar. Se estima que unas 30.000 mujeres españolas viajaban cada año a Londres con ese fin. Esta práctica a veces se denominaba turismo abortivo. El fin del franquismo no supuso el fin de los viajes de las españolas al extranjero para realizarse procedimientos de IVE, desplazándose a lugares como Inglaterra, Francia, Portugal y Marruecos. En 1984, el Instituto de la Mujer estimó que entre 1974 y 1984 240.000 mujeres españolas habían viajado al Reino Unido y los Países Bajos para abortar, y que un número desconocido también había viajado a Portugal y el norte de África para abortar.
Las mujeres españolas que podían permitírselo continuaron viajando al extranjero a finales de los años setenta y ochenta para abortar. Algunas mujeres a finales de los años 1970 y principios de los 1980 fueron a Londres. Esto podía ser un desafío ya que no hablaban inglés, carecían de contactos locales que las ayudaran y, a veces, tenían dificultades para encontrar clínicas. Estas mujeres a menudo mentían a sus familias sobre lo que estaban haciendo. Esto sucedió por diversas razones, incluyendo el hecho de que el aborto todavía era ilegal en España y las mujeres podían ser condenadas a prisión por abortar. El coste para las mujeres españolas de abortar en Gran Bretaña en aquella época oscilaba entre 25.000 y 40.000 pesetas. Este era un coste significativo. En 1977, 10.000 mujeres viajaron desde España a Londres para abortar. Este fue un aumento del 69% respecto al año anterior. En el periodo comprendido entre 1974 y 1985, cuando el aborto se legalizó en España, 240.000 mujeres españolas viajaron a Reino Unido y Países Bajos para hacerse una IVE.
Algunas mujeres fueron a Marruecos, donde en ocasiones fueron derivadas a través de clínicas informales de planificación familiar. Si bien el aborto era legal en Marruecos en ese momento, existían restricciones en cuanto a cómo se podía acceder a dichos abortos legales. No obstante, las mujeres españolas pudieron encontrar formas de acceder a ellos. Una situación similar existía para las mujeres españolas que conducían a Portugal para abortar, donde los abortos eran realizados por parteras o personal no médico en domicilios privados. Londres era el lugar preferido para las mujeres que podían permitirse la opción, mientras que aquellas con menos recursos financieros que viajaban al extranjero a menudo iban a Portugal o Marruecos.
DAIA (Dones per l’Autoconeixement I l’Autoconcepciò) fue un importante grupo feminista que trabajó por el derecho al aborto en el período de la Transición. Sus reuniones se celebraron periódicamente en el Bar Zurich de la plaza de Catalunya hasta que finalmente consiguieron una oficina situada en la calle de Casp. Se integraron en la Coordinadora Feminista de Barcelona en 1977. La DAIA no ofrecía servicios para abortar sino que proporcionaba a las mujeres información y recursos relacionados con el aborto y la anticoncepción. A veces organizaban viajes a Londres y Ámsterdam donde las mujeres podían abortar. Entre quienes utilizaron sus servicios se encontraban estudiantes, madres, esposas de militares y esposas de funcionarios franquistas. Cuando no podían organizar viajes al extranjero para realizar abortos, a veces buscaban médicos que pudieran realizar abortos en casas privadas o en el consultorio médico. Entre las mujeres que pertenecieron al grupo se encontraban Rosa Ros, Rosa Almirall, Marcel La Güell, Nieves Simal y Anne de Naeyer.
El Centro de Mujeres Federico Rubio (CMFR) fue fundado por el grupo feminista Comisión de Planificación Familiar del Frente de Liberación de la Mujer en 1976, menos de un año después de la muerte de Franco, en Madrid para proporcionar información sobre anticonceptivos y cómo abortar. Las activistas que lo dirigían se conectaron a nivel internacional con Planned Parenthood Federation – Europe Region. Fueron uno de los primeros grupos en España en establecer una red de referencia a gran escala para mujeres que buscaban abortar en el extranjero y, en ocasiones, pudieron ayudar con la financiación a mujeres económicamente desfavorecidas; la mayoría de veces derivaron a las mujeres a clínicas en Londres.
El Instituto de Medicina Social (IMS), que era básicamente una agencia de viajes para abortar con sede en Madrid que estuvo activa en el período inicial de la Transición, y una clínica en Londres intentaron ayudar a las mujeres a abortar con un retraso mínimo después de que tomaran la decisión. A su regreso a Madrid, las mujeres que utilizaban su servicio recibirían una visita ginecológica de seguimiento en la clínica del IMS, junto con una prescripción de anticonceptivos si así lo deseaban. El coste de todo lo gestionado vía IMS rondaba las 20.000 pesetas, aproximadamente un mes de salario en aquella época. Entre el uno y el veinte por ciento de las mujeres que utilizaban IMS recibieron ayuda financiera para viajar al extranjero y hacerse un aborto en Londres.
El Cuaderno Feminista de Leonor Taboada se publicó en 1978. Inspirada en un libro de los Estados Unidos, fue la primera guía en España para que las mujeres comprendieran el proceso de viajar al extranjero para abortar e incluía una lista de clínicas donde podían realizarse un procedimiento de IVE. Otros grupos feministas en España pronto copiaron las acciones de Taboada y crearon sus propias guías para abortar en el extranjero.
El Centro de Planificación Familiar Los Naranjos de Sevilla desempeñó un papel clave en Andalucía en la difusión de información sobre la salud reproductiva de las mujeres, la anticoncepción y el aborto durante la mitad del período de la Transición, cuando el aborto todavía era ilegal, incluida la conexión de mujeres con clínicas en el extranjero que proporcionaban IVE. La clínica fue fundada en 1980. La policía allanó la clínica en 1981 después de que un juez emitiera una orden de registro. A pesar de no proporcionar servicios para abortar y de únicamente derivar a mujeres que querían información a clínicas que practicaban abortos en el extranjero, muchos miembros del personal fueron arrestados. Su caso fue el primer juicio contra una clínica de planificación familiar en España durante el período de la Transición democrática.
Durante el período de la Transición, a finales de los años 1970, había tres clínicas privadas de planificación familiar. Fueron la Clínica de Planificación Familiar Feminista Federico Rubio, el Instituto de Medicina Social y el Centro de Planificación Familiar Pablo Iglesias. El segundo tenía vínculos con el Partido Comunista de España y el tercero con el PSOE. Los dos últimos tenían acuerdos no escritos que les permitían derivar mujeres a una clínica en Londres donde algunas mujeres podían abortar sin coste alguno para ellas.

### Felipe González (1982 – 1996)
La despenalización del aborto mediante la Ley Orgánica de julio de 1985 sólo resolvió la situación para alrededor del 2 al 3% de las mujeres que buscaban abortar en España. Alrededor del 97% de las mujeres que buscaban abortar en ese momento no cumplían ninguna de las condiciones y aun así se vieron obligadas a viajar al extranjero, a lugares como Londres, a otras partes de Inglaterra o a someterse a un aborto clandestino.

### José Luis Rodríguez Zapatero (2004 - 2011)
En 2006, 332 niñas menores de edad que eran ciudadanas españolas residentes en el extranjero abortaron. Esto representó el 9,81% del total de abortos realizados por mujeres españolas residentes en el extranjero.
A partir de 2003, cuando Esperanza Aguirre se convirtió en presidenta de la Comunidad de Madrid, y acelerándose hasta 2007 como parte de esfuerzos internacionales coordinados, hubo un aumento en la actividad contra el derecho al aborto en Madrid, dirigida tanto a clínicas que realizaban procedimientos de IVE como a mujeres que abortaban. Los abusos y acosos a los que fueron sometidas las mujeres, que incluyeron visitas de la Guardia Civil, fueron tan graves que a partir de 2007 crearon una nueva generación de mujeres en la región que partieron al extranjero para abortar. Esta vez, en lugar de derivar a las mujeres a las clínicas IVE de Londres, las clínicas remitieron a las mujeres que necesitaban un aborto después de la semana 22 a clínicas de París.Francia era una opción atractiva para las mujeres en 2007 porque las mujeres podían abortar hasta la semana 12 según su libre elección, y después, sin límite de tiempo, abortar si la salud de la mujer corría peligro al continuar el embarazo o si el feto nacería con una enfermedad grave o incurable. A diferencia de España, estos procedimientos se realizaron en gran medida en hospitales públicos, concretamente en el Hospital Robert Debré de París.

### Mariano Rajoy (2011 - 2018)
Los problemas regionales en torno al acceso al aborto a veces crearon situaciones en las que las mujeres españolas necesitaban viajar al extranjero para conseguir una IVE. En 2012, diez mujeres españolas no residentes en el Reino Unido viajaron al país para abortar. Esto los puso a la altura de Chipre con diez, justo detrás de Dinamarca y Noruega con once cada uno y por delante de Portugal con ocho.
Tras los cambios propuestos por el ministro Alberto Ruiz-Gallardón a las leyes de aborto de España, las feministas de Madrid se reunieron frente a la embajada de Francia en la ciudad. Su objetivo era pedir al gobierno francés que prometiera protección legal y asilo por motivos de salud si la ley se aprobaba y las mujeres se veían obligadas a abandonar España para abortar o hacerse un aborto clandestino en España. Un miembro del personal de la embajada se reunió con las mujeres de la Plataforma Decidir, quienes les entregaron una carta exponiendo su solicitud. El aborto fue un tema clave para las manifestantes feministas en la protesta del 8 de marzo del Día Internacional de la Mujer. A ellas se unieron mujeres de todo el mundo en protestas frente a las embajadas españolas.

### Pedro Sánchez (2018-presente)
La pandemia de Covid, junto con las disparidades regionales en los servicios para abortar ofrecidos a través de la atención sanitaria regional, en ocasiones dio lugar a situaciones en las que las mujeres españolas necesitaban viajar al extranjero para abortar. Una mujer en Málaga acudió en 2020 al Hospital de La Axarquía para abortar por una anomalía fetal. Como era después de la semana 14, requirió la aprobación de un comité para poder acceder a una IVE. El comité denegó su solicitud, diciendo que se trataba de un defecto leve, a pesar de que los médicos inicialmente dijeron que era leve, luego moderado y luego grave. En la semana 31 volvió a realizar la solicitud a una comisión, esta vez en el Hospital Materno-Infantil de Málaga donde nuevamente se la denegaron. En plena pandemia, tuvo que viajar a Bélgica para abortar debido a un defecto fetal. El aborto fue organizado por una agencia que se especializaba en ofrecer viajes internacionales para realizar abortos.